# 斯坦·伍斯利
斯坦福·厄尔·伍斯利（英語：Stanford Earl Woosley，1944年12月8日—），美国天体物理学家，加利福尼亚大学圣克鲁斯分校天文學和天体物理学教授，超新星研究中心主任。研究领域为恒星演化、超新星和伽玛射线暴等。曾获得2005年汉斯·A·贝特奖和布鲁诺·罗西奖。